# Pont festiu
Un pont festiu o cap de setmana llarg són termes utilitzats als països occidentals per a referir-se a un període de dies de festa o vacances que es forma en unir un dia festiu amb un altre, o un cap de setmana, haurà de ser necessàriament en dies alterns, no considerant-se pont l'enllaçar diversos dies festius. En alguns llocs s'usa l'expressió sandvitx per a referir-se específicament al dia originalment laborable que, per haver quedat entre festius, es considera no laborable.
Normalment se sol ajuntar un dia festiu que cau en dijous o dimarts amb la finalitat de setmana. En altres ocasions hi ha ponts més llargs. Per exemple, a Espanya, l'any en què la celebració de la Constitució espanyola de 1978 (6 de desembre) i el dia de la Immaculada Concepció (8 de desembre) units a la fi de setmana més una festa movible formen un bloc de cinc dies. En aquest cas, i de manera informal, sovint s'estén l'analogia del pont i es denomina aqüeducte a aquest doble o triple pont.